# Payena dasyphylla
Payena dasyphylla là một loài thực vật có hoa trong họ Hồng xiêm. Loài này được (Miq.) Pierre mô tả khoa học đầu tiên năm 1885.